# Pasione
Pasione (in greco antico: Πασίων?, Pasíōn; 430 a.C. circa – 370 a.C.) è stato un banchiere greco antico, il più famoso della sua epoca.

## Biografia
Nato probabilmente intorno al 430 a.C., iniziò la sua carriera come schiavo al servizio di due banchieri ateniesi, Antistene ed Archestrato, attivi alla fine del V secolo a.C. Acquisita la fiducia dei suoi due padroni, prima del 394 ottenne la libertà e poi assunse la direzione della banca stessa. In seguito divenne proprietario della banca, che forse ricevette in dono; verso il 390 a.C. acquisì anche una fabbrica di scudi.
Nel 395 a.C. o poco prima Pasione si sposò con Archippe da cui ebbe due figli, Apollodoro, nato nel 394 a.C., e Pasicle, nato nel 381/380 a.C.
Tra il 391 a.C. ed il 386 a.C. ottenne la cittadinanza onoraria per i suoi meriti verso la cittadinanza, tra i quali vi era la fornitura di 1000 scudi alla città; fu quindi iscritto nel demo di Acarne.
Nel 371 a.C. cedette in affitto la gestione della banca e della fabbrica di scudi al proprio schiavo Formione, che due anni prima ne era diventato il cassiere; morì nel 370 a.C., lasciando proprietà per circa 60 talenti a cui si deve sommare il valore della fabbrica di scudi, da circa 6 talenti. In base al suo testamento, l'eredità fu spartita tra i due figli, Apollodoro e Pasicle, mentre la banca e la fabbrica di scudi vennero affittati a Formione per otto anni con la clausola che, alla scadenza dell'affitto, le due attività sarebbero state spartite tra i due figli. Così avvenne nel 362 a.C., quando Apollodoro prese per sé la fabbrica di scudi, il fratello Pasicle prese la banca.
In varie occasioni Pasione contribuì con liturgie alla città: per cinque volte fu trierarca volontario, fece dono di 1000 scudi ad Atene e contribuì ad alcune spese per l'equipaggiamento della flotta.